# Pulaski (Dakota del Sur)
Pulaski era un territorio no organizado ubicado en el condado de Faulk, en el estado estadounidense de Dakota del Sur. En el Censo de 2010 tenía una población de 13 habitantes y una densidad poblacional de 0,14 personas por km².Actualmente está inactivo.

## Geografía
Pulaski estaba ubicado en las coordenadas 45°7′19″N 99°9′18″O / 45.12194, -99.15500. Según la Oficina del Censo de los Estados Unidos, Pulaski tenía una superficie total de 93.69 km², de la cual 91.77 km² correspondía a tierra firme y (2.05%) 1.92 km² era agua.

## Demografía
Según el censo de 2010, había 13 personas residiendo en Pulaski. La densidad de población era de 0,14 hab./km². De los 13 habitantes, Pulaski estaba compuesto por el 100% blancos, el 0% eran afroamericanos, el 0% eran amerindios, el 0% eran asiáticos, el 0% eran isleños del Pacífico, el 0% eran de otras razas y el 0% pertenecían a dos o más razas. Del total de la población el 0% eran hispanos o latinos de cualquier raza.